# Centropyge ferrugata
Centropyge ferrugata là một loài cá biển thuộc chi Centropyge trong họ Cá bướm gai. Loài này được mô tả lần đầu tiên vào năm 1972.

## Từ nguyên
Từ định danh của loài được ghép bởi hai từ trong tiếng Latinh: ferrugo ("gỉ sét") và ata (hậu tố chỉ tính từ, mang nghĩa là "có"), hàm ý đề cập đến màu sắc cơ thể của loài này.

## Phạm vi phân bố và môi trường sống
C. ferrugata có phạm vi phân bố trải dài từ vùng biển Nam Nhật Bản (bao gồm cả quần đảo Ogasawara và quần đảo Ryukyu) về phía nam đến đảo Đài Loan và Philippines; ngoài ra, một báo cáo chưa được xác nhận về một cá thể lang thang của loài này ở Palau.
C. ferrugata sinh sống trên các rạn san hô viền bờ và các mỏm đá ngầm, đặc biệt là những nơi có sự phát triển mạnh mẽ của tảo, độ sâu trong khoảng từ 6 đến 30 m.

## Mô tả
C. ferrugata có chiều dài cơ thể tối đa được biết đến là 10 cm. C. ferrugata có màu nâu da cam đến nâu đỏ, lốm đốm các vệt màu đen ở hai bên thân. Vây lưng và vây hậu môn có dải viền màu xanh lam sáng ở rìa. Vây đuôi trong mờ, có màu trắng đến màu vàng nhạt; rìa sau của hai vây này có những vạch ngang màu xanh óng tương tự. Vây bụng màu vàng cam. Vây ngực trong suốt, các tia vây màu vàng.
C. ferrugata là một loài dị hình giới tính. Rìa sau vây lưng của cá đực có chóp nhọn rõ rệt, trong khi vây lưng của cái thì bo tròn; ngoài ra, các vạch màu xanh sáng trên vây lưng chỉ có ở cá đực.
Số gai vây lưng: 14; Số tia vây ở vây lưng: 17; Số gai vây hậu môn: 3; Số tia vây ở vây hậu môn: 17–18.

## Sinh thái học
Thức ăn của C. ferrugata là tảo sợi. C. ferrugata thường sống hợp thành từng nhóm nhỏ, gồm một con cá đực trưởng thành thống trị những con cá cái trong hậu cung của nó. Khi con đực thống trị biến mất, con cái lớn nhất đàn sẽ biến đổi thành cá đực.
Bên cạnh đó, C. ferrugata đực còn có thể chuyển đổi ngược trở lại thành cá cái. Trong môi trường thí nghiệm, người ta tiến hành cho các cặp C. ferrugata đực sống cùng nhau. Kết quả quan sát cho thấy, những con đực thua cuộc trong khi cạnh tranh với con còn lại của cặp sẽ chuyển đổi giới tính trở thành cá cái. Khả năng chuyển đổi qua lại giữa giới tính đực và cái còn được biết đến ở 3 loài Centropyge khác, là Centropyge flavissima, Centropyge fisheri và Centropyge acanthops.
Những cá thể lai giữa C. ferrugata với ba loài Centropyge khác có cùng phạm vi phân bố là Centropyge bispinosa, Centropyge loricula và Centropyge multicolor đều được ghi nhận ở Philippines.

## Thương mại
C. ferrugata được đánh bắt trong ngành thương mại cá cảnh. Chúng đã được nhân giống trong điều kiện nuôi nhốt, tuy nhiên, việc nuôi cá bột vẫn còn gặp khó khăn bởi vì chúng đòi hỏi mồi sống có kích thước rất nhỏ.
Các nhà nghiên cứu đã thử nghiệm cho cá bột của C. ferrugata ăn 4 loại động vật phù du, gồm các loài luân trùng Proales similis, Keratella sinensis, Brachionus rotundiformis và ấu trùng của giáp xác Paracyclopina nana. Kết quả cho thấy, cá bột C. ferrugata ăn P. similis có tỉ lệ sống sót cao hơn đáng kể so với những cá thể ăn các động vật phù du còn lại. Điều này cũng cho thấy rằng, P. similis là nguồn thức ăn thích hợp cho C. ferrugata ở giai đoạn cá bột.

### Trích dẫn
- "Functional hermaphroditism in teleosts" (PDF). Fish and Fisheries. Quyển 9 số 5. 2008. tr. 1495–1501. {{Chú thích tạp chí}}: Đã bỏ qua tham số không rõ |authors= (trợ giúp)